# 金屏風・銀屏風
金屏風・銀屏風（きんびょうぶ・ぎんびょうぶ）は、北海道室蘭市の絵鞆半島にある2つの海食崖である。
2つを合わせて室蘭八景の1つである。

## 金屏風
地球岬とトッカリショの間に位置する絵鞆半島東側の海食崖で、周辺は約100メートルの直立した崖面が連なっている。
約1000万年前の火山活動によって堆積した火山灰が、貫入した高熱の溶岩で黄変したものであり、赤褐色を帯びた崖面があたかも金の屏風を立て連ねたように見えることからこの名で呼ばれるようになった。
展望台から見られる小さな岬は、アイヌ語で「ポン・チケウェ」（子である・削れたもの）であり、地球岬の語源となる「ポロ・チケウェ」（親である・削れたもの）と対で呼ばれていたもの。ポンチキウとも言う。

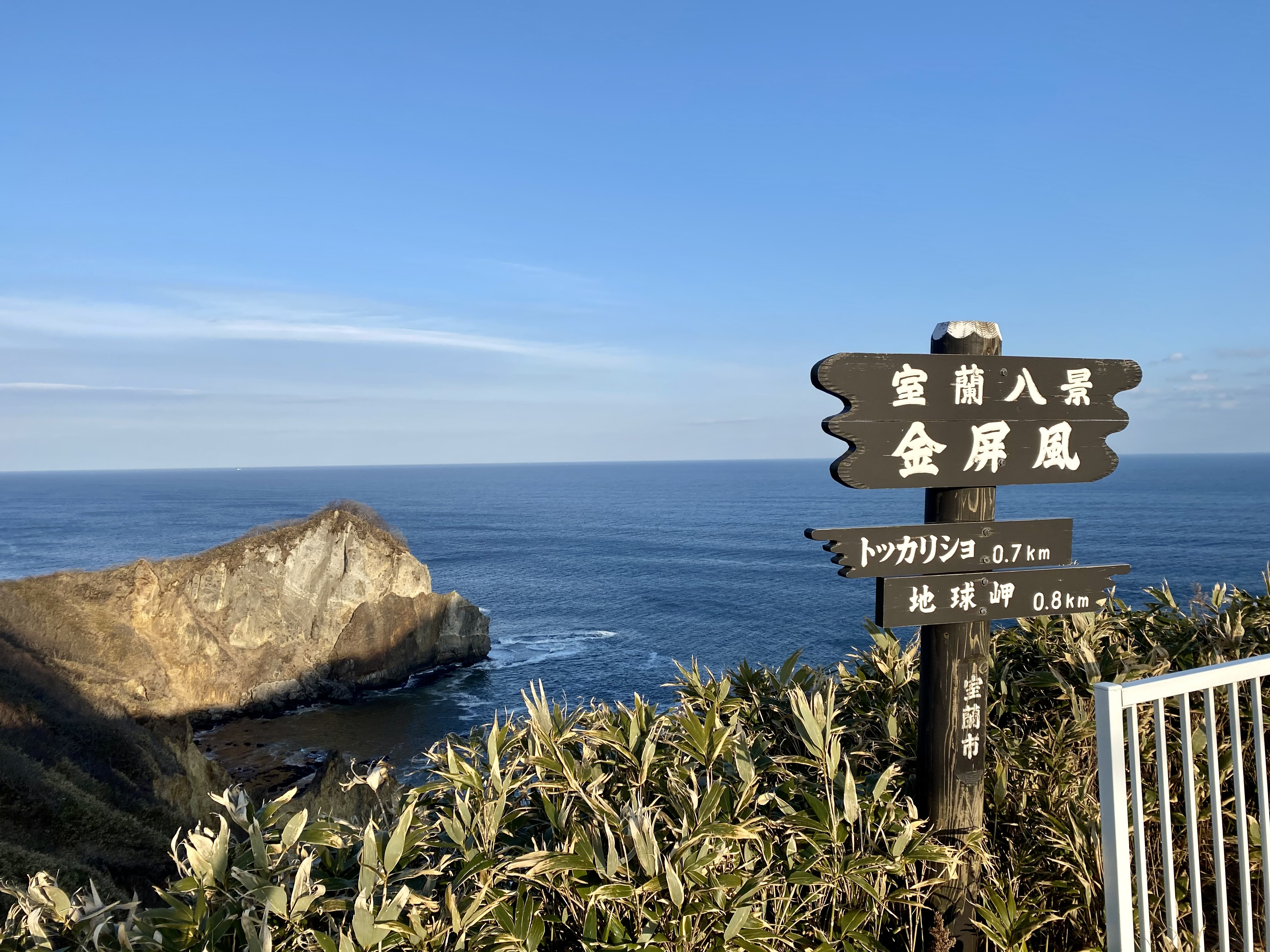
金屏風
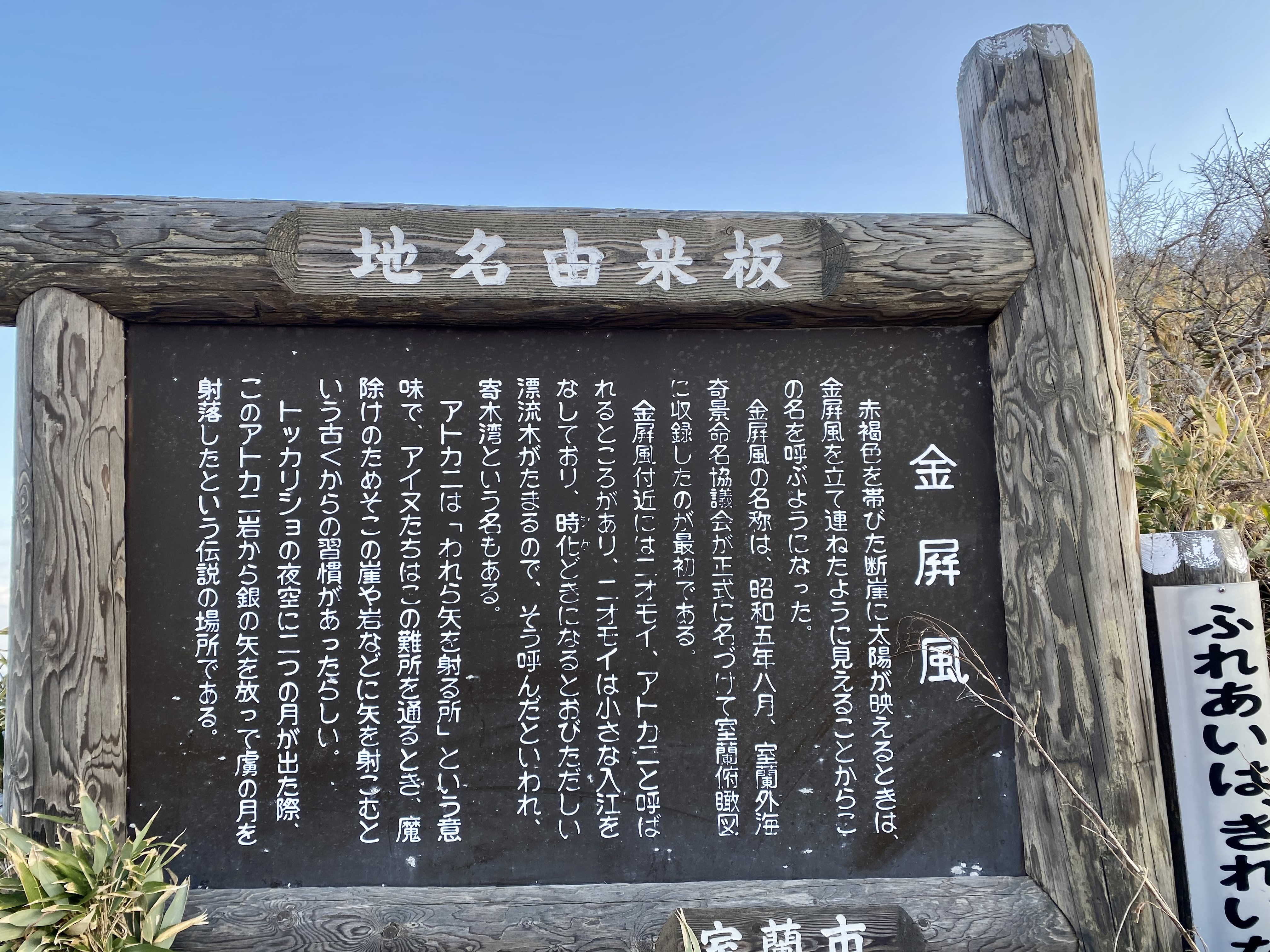
金屏風 看板

## 銀屏風
絵鞆半島最西端の絵鞆岬と室蘭市増市町のハルカラモイの間、約1.5kmにわたり連なる海抜約80メートルの凝灰岩で形成された海食崖。
アイヌ語で「チヌイェピラ」（彫刻のある崖）と呼ばれる。崖面一帯に侵食による彫刻のような模様が見られ、この崖に夕日が映えて銀色に輝くところからこの名で呼ばれるようになった。
室蘭市絵鞆町〜中央町間を結ぶ測量山観光道路にも展望所があるが、陸上からはその姿はほとんど見ることが出来ない。